# Adjarra II
Adjarra II est un arrondissement situé dans le département de l'Ouémé au Bénin. Il est sous la juridiction administrative de la commune d'Adjarra.

## Géographie

### Biodiversité

#### Flore
Adjarra II fait partie des localités faisant l'objet d'études dans le cadre de la recherche de préservation du couvert végétal du Bénin. Quatre forêts sacrées abritant des divinités sont répertoriées en août 2013. Il s'agit des forêts de Aylo-Zoun; Agboto, Sota et Adjina. Les essences caractéristiques de ces forêts sont constitutés de Bambusa vulgaris; Ficus exasperata; Zanthoxylum zanthoxyloides; Délonix regia; Hyssopus officinalis; Spondias mombin ; Parkia bigloboza et du Ceiba pentandra.

### Administration
Adjarra II fait partie des 6 arrondissements que compte la commune d'Adjarra. Il est composé de 08 villages et quartiers de ville que sont :
1. Adjinan
2. Adjinan-Aga
3. Agboto
4. Drogbo
5. Houêgbo
6. Kpota
7. Sota
8. Sota-Tchémè[3]

## Toponymie

### Histoire
L'arrondissement d'Adjarra II est une subdivision administrative béninoise. Il devient officiellement un arrondissement de la commune d'Adjarra le 27 mai 2013 après la délibération et adoption par l'Assemblée nationale du Bénin en sa séance du 15 février 2013 de la loi n° 2013-O5 du 15/02/2013 portant création, organisation, attributions et fonctionnement des unités administratives locales en République du Bénin.

## Population et société

### Démographie
Selon le recensement général de la population et de l'habitation(RGPH4) conduit par l'Institut national de la statistique et de l'analyse économique (INSAE), la population d'Adjarra II compte 2635 ménages pour 11 906 habitants.
| Indicateurs          | 2013  |
| -------------------- | ----- |
| Nombre de ménages    | 2635  |
| Population féminine  | 6103  |
| Population masculine | 5803  |
| Population totale    | 11906 |

### Culte
La population autochtone est adepte du culte Oro, divinité abritée par des forêts sacrées,.

## Galerie de photos

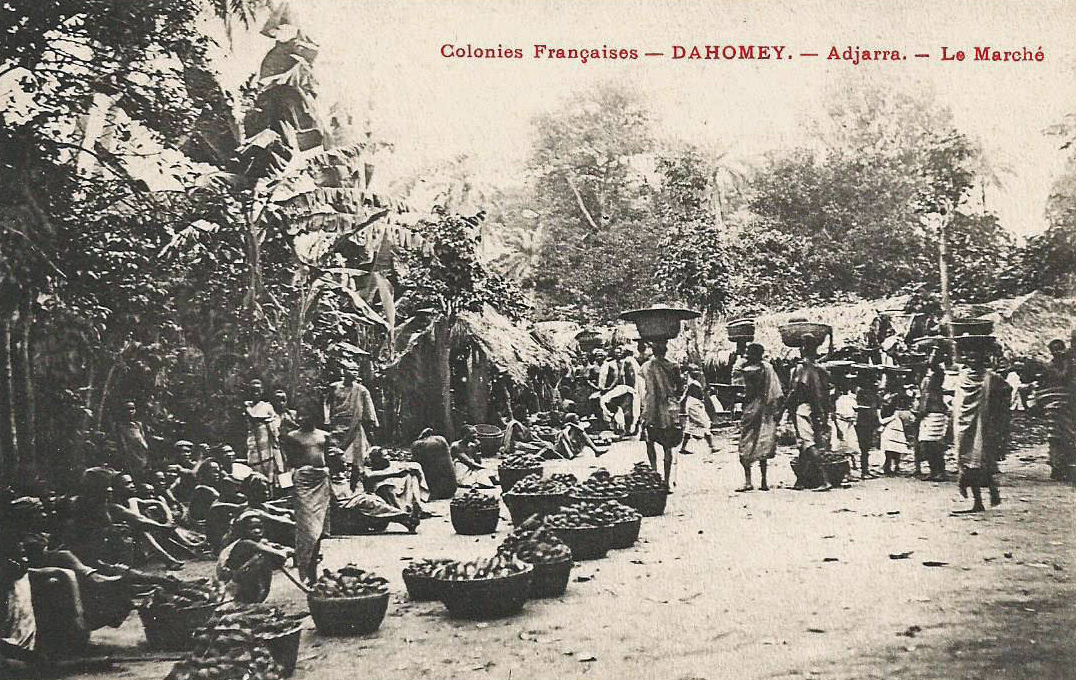
Marché d'Adjarra(Dahomey)

## Référence
1. ↑   sur insae.bj
2. 1 2  AGOSSA Noé Aristide Sèton, « Répertoire des Forêts sacrées dans les Départements de l’Ouémé et du Plateau » [PDF], sur undp.org, août 2013 (consulté le 30 avril 2023), p. 9-10-11
3. ↑  « L'événement Précis – DÉCENTRALISATION AU BÉNIN: Voici l’intégralité des 5290 villages et quartiers créés par l’Assemblée » (consulté le 16 juillet 2021)
4. ↑  « Loi N° 2013-05 du 27 mai 2013 portant création, organisation, attributions et fonctionnement des unités administratives locales en République du Bénin », sur fao.org (consulté le 16 juillet 2021)
5. ↑  « RGPH_Cahier des villages et quartiers de ville - Benin Data Portal », sur benin.opendataforafrica.org (consulté le 16 juillet 2021)
6. ↑  « RGPH_Cahier des villages et quartiers de ville - Benin Data Portal », sur benin.opendataforafrica.org (consulté le 16 juillet 2021)
7. ↑  « The ICCA Registry », sur The ICCA Registry (consulté le 30 avril 2023)